# Houston Film Critics Society Awards 2015
9. ročník předávání cen organizace Houston Film Critics Society se konal dne 9. ledna 2015.

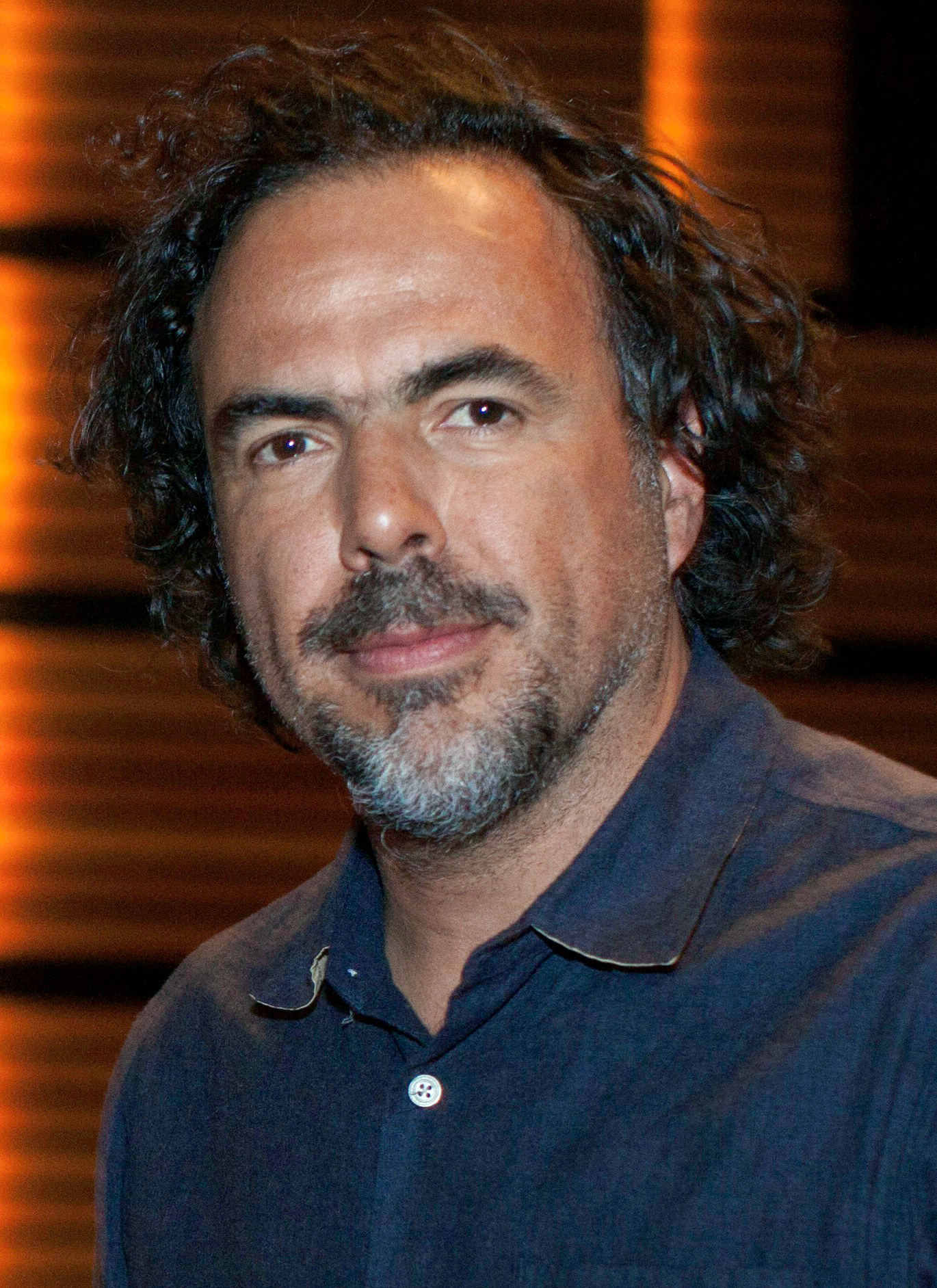
Alejandro G. Iñárritu vítěz v kategorii nejlepší režie

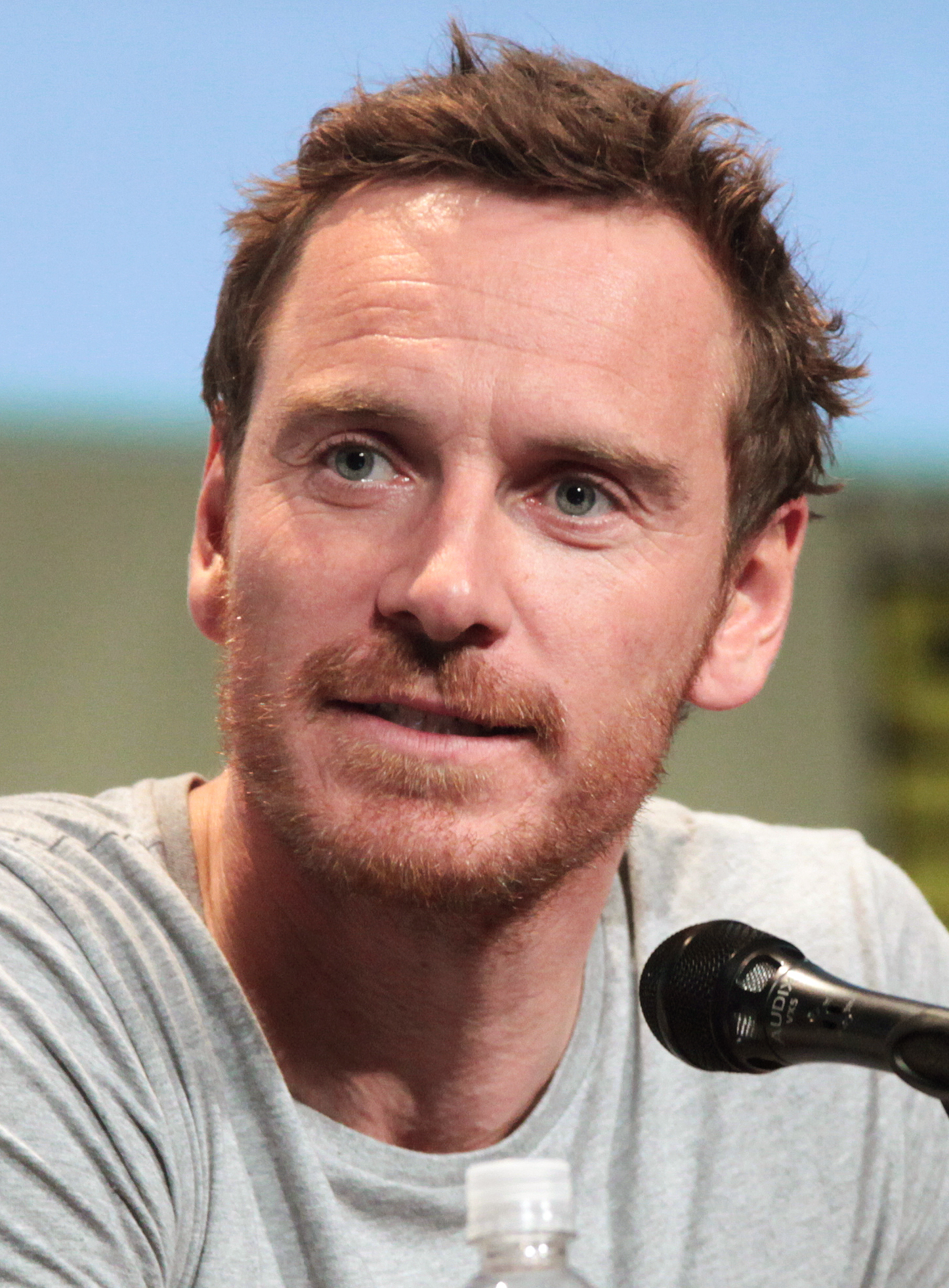
Michael Fassbender vítěz v kategorii nejlepší mužský herecký výkon v hlavní roli

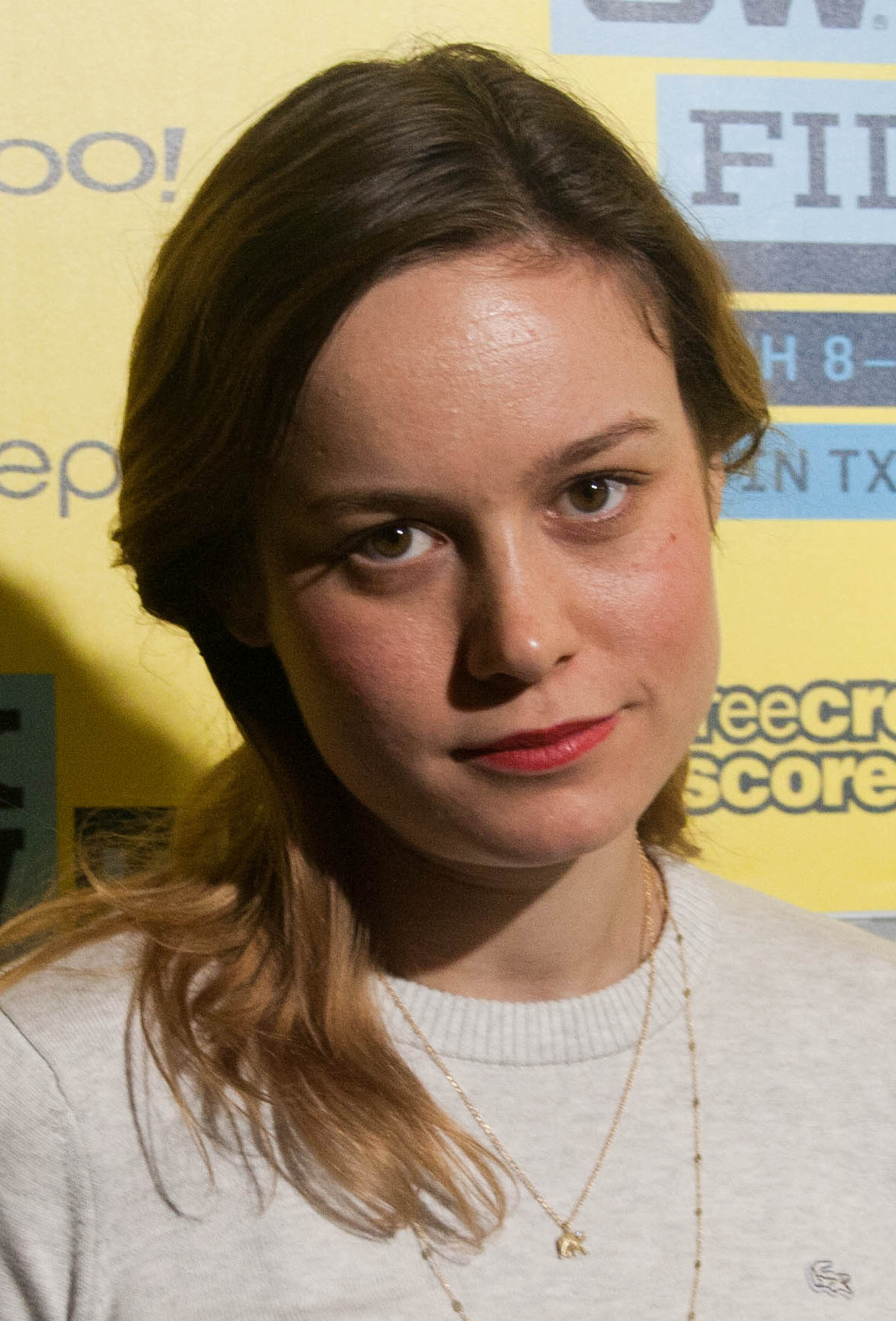
Brie Larson vítězka v kategorii nejlepší ženský herecký výkon v hlavní roli

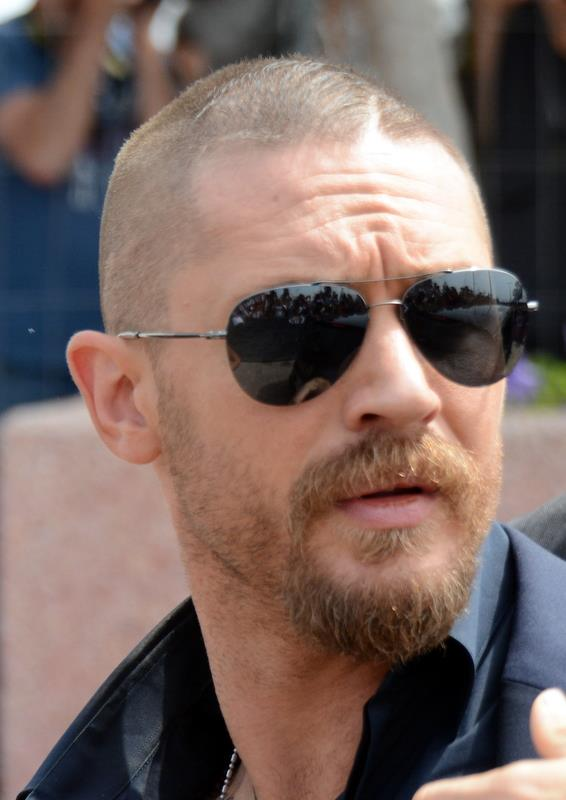
Tom Hardy vítěz v kategorii nejlepší mužský herecký výkon ve vedlejší roli

## Vítězové a nominovaní

### Nejlepší film
Spotlight 
- Sázka na nejistotu
- Ex Machina
- V hlavě
- Šílený Max: Zběsilá cesta
- Marťan
- Revenant Zmrtvýchvstání
- Room
- Sicario: Nájemný vrah
- Steve Jobs

### Nejlepší režisér
Alejandro G. Iñárritu – Revenant Zmrtvýchvstání
- George Miller – Šílený Max: Zběsilá cesta
- Tom McCarthy – Spotlight
- Lenny Abrahamson – Room
- Ridley Scott – Marťan

### Nejlepší scénář
Tom McCarthy a Josh Singer – Spotlight
- Emma Donoghue – Room
- Drew Goddard – Marťan
- Aaron Sorkin – Steve Jobs
- Quentin Tarantino – Osm hrozných

### Nejlepší herec v hlavní roli
Michael Fassbender – Steve Jobs
- Bryan Cranston – Trumbo
- Matt Damon – Marťan
- Leonardo DiCaprio – Revenant Zmrtvýchvstání
- Tom Hardy – Legendy zločinu

### Nejlepší herečka v hlavní roli
Brie Larson – Room
- Cate Blanchettová – Carol
- Saoirse Ronanová – Brooklyn
- Emily Bluntová – Sicario: Nájemný vrah
- Charlize Theronová – Šílený Max: Zběsilá cesta

### Nejlepší herec ve vedlejší roli
Tom Hardy – Revenant Zmrtvýchvstání
- Mark Ruffalo – Spotlight
- Mark Rylance – Most špionů
- Michael Shannon – 99 Homes
- Sylvester Stallone – Creed

### Nejlepší herečka ve vedlejší roli
Rooney Mara – Carol
- Jennifer Jason Leigh – Osm hrozných
- Alicia Vikander – Dánská dívka
- Alicia Vikander – Ex Machina
- Kate Winsletová – Steve Jobs

### Nejlepší dokument
Amy 
- Best of Enemies
- Země kartelů
- Where to Invade Next
- Podoba ticha

### Nejlepší cizojazyčný film
Saulův syn (Maďarsko)
- Assassin (Tchaj-wan)
- Dobrou, mámo (Rakousko)
- Kmen (Ukrajina)
- Bílý Bůh (Maďarsko)

### Nejlepší animovaný film
V hlavě
- Anomalisa
- Hodný dinosaurus
- Snoopy a Charlie Brown. Peanuts ve filmu
- Ovečka Shaun ve filmu

### Nejlepší kamera
Emmanuel Lubezki – Revenant Zmrtvýchvstání
- Roger Deakins – Sicario: Nájemný vrah
- Robert Richardson – Osm hrozných
- John Seale – Šílený Max: Zběsilá cesta
- Dariusz Wolski – Marťan

### Nejlepší skladatel
Ennio Morricone – Osm hrozných
- Michael Giachino – V hlavě
- Junkie XL – Šílený Max: Zběsilá cesta
- Daniel Pemberton – Steve Jobs
- Ryuichi Sakamoto, Alva Noto a Bryce Dessner – Revenant Zmrtvýchvstání

### Nejlepší skladba
„One Kind of Love“ – Scott Bennet a Brian Wilson – Love & Mercy
- „See You Again“ – Andrew Cedar, DJ Frank E, Wiz Khalifa a Charlie Puth – Rychle a zběsile 7
- „Love Me like You Do“ – Savan Kotecha, Tove Lo, Max Martin, Ali Payami a Ilya Salmanzadeh – 50 odstínů šedi
- „Writing's on the Wall“ – Jimmy Napes a Sam Smith – Spectre
- „Simple Song #3“ – David Lang – Mládí

### Nejlepší technické využití
Šílený Max: Zběsilá cesta

### Nejlepší plakát
Šílený Max: Zběsilá cesta
- Carol
- Ex Machina
- Neutečeš
- Sicario: Nájemný vrah
- Muž na laně

### Nejhorší film
Pixely
- Aloha
- Kluk od vedle
- Fantastická čtyřka
- Mortdecai: Grandiózní případ